# Trudik Daniel
Trudik Daniel (* 30. Juli 1892 in Halle; † 4. August 1976 in Bremen) war eine deutsche Schauspielerin, Hörspielsprecherin und Operettensängerin (Mezzosopran).

## Leben
Trudik Daniel wurde als Tochter des Chemieprofessors Karl Daniel († 1930) geboren.
Im Sommer 1918 zog sich Walter Hasenclever mit Trudik Daniel in Ernst Rowohlts Landhaus nach Oberbärenburg zurück.

## Werk (Auswahl)

### Filmografie
- 1958: Der kaukasische Kreidekreis
- 1959: Das Genie und die Göttin. TV-Film von Walter Rilla
- 1962: Frau Große in Die sündigen Engel. TV-Film von Ludwig Cremer
- 1968: Frau des Gastwirts in Kafkas: Das Schloß. Spielfilm von Rudolf Noelte[2]
- 1970: Das Chamäleon. TV-Film von Hans Stumpf
- 1972: Mrs. Rich in Das Paradies auf der anderen Seite. TV-Film von Karl Fruchtmann
- 1974: Darjuschka in Krankensaal 6. TV-Film nach Tschechow von Karl Fruchtmann
- 1974: Strychnin und saure Drops. TV Spielfilm von Franz Peter Wirth

### Hörspiel (Auswahl)
- 1948: RB: Gerhart Hauptmann: Winterballade. Bearbeitung und Regie: Inge Möller
- 1949: RB. Fjodor Michailowitsch Dostojewski: Raskolnikow. Regie: Kurt Strehlen
- 1950: RB. Dieter Rohkohl: Der König von Uranien. Regie: Kurt Strehlen
- 1950: RB. Felix Timmermans: St. Nikolaus in Not. Regie: Günter Siebert
- 1952: RB/BR. Oscar Wilde: Ein idealer Gatte. Regie: Heinz-Günter Stamm
- 1953: NWDR Hamburg. Gerhart Herrmann Mostar: Das Gericht zieht sich zur Beratung zurück (Folge: Leichter Junge - schwerer Diebstahl). Regie: Gerd Fricke
  - 1954 und 1955 hatte sie zwei weitere Auftritte in der Reihe.
- 1953: RB. Stijn Streuvels: De Flaßacker. Regie: Eberhard Freudenberg
- 1954: RB. Fritz Drobe: De Eck bi't Gleis. Regie: Hans Robert Helms
- 1954: NWDR Hamburg. Günter Eich: Das Jahr Lazertis. Regie: Fritz Schröder-Jahn
- 1954: NWDR Hamburg. Tania Blixen: Der Dichter. Regie: Kurt Reiss
- 1955: RB. Als Gutsbesitzerin Korobotschka in Gogols Die toten Seelen. Bearbeitung: Oskar Wessel, Regie Carl Nagel
- 1957: WDR. Charles Dickens: Aus dem Leben David Copperfields (10 Teile). Regie: Kurt Meister
- 1957: WDR. Archibald Joseph Cronin: Hinter diesen Mauern. Regie: Eduard Hermann
- 1957: Der Lauf des Bösen. Regie und Darsteller: Oswald Döpke
- 1958: WDR. Charles de Coster: Das flämische Freiheitslied. Die Geschichte Till Eulenspiegels und Lamme Goedzaks (4 Teile). Regie: Ludwig Cremer
- 1959: Herbert Hennies: Jakob oder Der weite Weg. Hörspiel nach einer wahren Geschichte. Comel, Köln
- 1959: SWF. Georges Simenon: Maigret und die Unbekannte. Bearbeitung und Regie: Gert Westphal
- 1961: SFB. Heinrich von Kleist: Der zerbrochene Krug. Regie: Hans Conrad Fischer
- 1962: SFB. Frau Vockerat in Gerhart Hauptmanns Einsame Menschen.  Bearbeitung und Regie: Curt Goetz-Pflug
- 1962: RB. Gerhard Bohde: Bittersee. Regie: Rudolf Sang
- 1964: NDR. Padraic Fallon: Mister Janus. Regie: Fritz Schröder-Jahn
- 1964: RB. Rainer Taeni: Der blinde Passagier. Regie: Miklós Konkoly
- 1964: RB. Eva Mieke: Zwiespalt. Regie: Günter Bommert
- 1965: WDR/SWF: Jan Rys: Vertreibung. Regie: Günther Sauer
- 1966: WDR. Die erste Alte in Elias Canettis Die Befristeten, Hörspiel von Raoul Wolfgang Schnell[3]
- 1969: RB. Susanne Pointner: Hexadischer Garten. Regie: Otto Düben
- 1969: RB. Gerard Mc Larnon: Aufstieg und Fall des Sammy Posnett. Regie: Otto Kurth

### Andere Tonaufnahmen
- 2006 Astrid Lindgren: Mio Mein Mio, Oetinger, Hamburg
- 2013 Gräfin Kokozow in Franz Lehárs Der Graf von Luxemburg,  Gesamtaufnahme in deutscher Sprache, Line Music, Hamburg